# Heinrich Sieber
Heinrich Sieber (* 2. Juni 1836 in Wiesloch; † 31. Mai 1896 ebenda) war Bürgermeister und Seifenfabrikant in seiner Heimatstadt sowie badischer Landtagsabgeordneter.

## Leben
Er war der Sohn des Wieslocher Seifensieders Wilhelm Sieber, kam während seiner Lehrjahre nach Wien und Meißen und führte dann in Wiesloch den elterlichen Betrieb fort. Er gehörte dem Gemeinderat an und war von 1876 bis 1896 Bürgermeister von Wiesloch. Von 1868 bis 1890 gehörte er mehrmals dem Bezirksrat des Bezirksamts Wiesloch an. Von 1885 bis 1888 vertrat er als Abgeordneter den Wahlkreis 47 (Amtsbezirk Wiesloch und Teile des Amtsbezirks Heidelberg-Land) in der 32. und 33. Sitzungsperiode der II. badischen Landtagskammer, wo er zur nationalliberalen Fraktion zählte, aber nicht in Erscheinung trat.